# Dairidae
Dairidae is een familie van de superfamilie Dairoidea uit de infraorde krabben  met als enige geslacht: 

## Geslacht
- Daira De Haan, 1833